# Олар (Південна Кароліна)
Олар (англ. Olar) — місто (англ. town) в США, в окрузі Бемберг штату Південна Кароліна. Населення — 215 осіб (2020).

## Географія
Олар розташований за координатами 33°10′48″ пн. ш. 81°11′7″ зх. д. / 33.18000° пн. ш. 81.18528° зх. д. (33.179864, -81.185344).  За даними Бюро перепису населення США в 2010 році місто мало площу 2,03 км², уся площа — суходіл.

## Демографія
Згідно з переписом 2010 року, у місті мешкало 257 осіб у 123 домогосподарствах у складі 71 родини. Густота населення становила 126 осіб/км².  Було 162 помешкання (80/км²).
Расовий склад населення:
| - 52,9 % — білих - 43,6 % — чорних або афроамериканців - 0,4 % — корінних американців - 0,4 % — азіатів |

До двох чи більше рас належало 2,7 %. Частка іспаномовних становила 0,4 % від усіх жителів.
За віковим діапазоном населення розподілялося таким чином: 12,8 % — особи молодші 18 років, 60,7 % — особи у віці 18—64 років, 26,5 % — особи у віці 65 років та старші. Медіана віку мешканця становила 51,5 року. На 100 осіб жіночої статі у місті припадало 87,6 чоловіків;  на 100 жінок у віці від 18 років та старших — 85,1 чоловіків також старших 18 років.
Середній дохід на одне домашнє господарство  становив 38 831 долар США (медіана — 34 583), а середній дохід на одну сім'ю — 57 700 доларів (медіана — 48 125). За межею бідності перебувало 11,3 % осіб, у тому числі 7,4 % дітей у віці до 18 років та 9,1 % осіб у віці 65 років та старших.
Цивільне працевлаштоване населення становило 77 осіб. Основні галузі зайнятості: освіта, охорона здоров'я та соціальна допомога — 24,7 %, транспорт — 14,3 %, оптова торгівля — 13,0 %, виробництво — 13,0 %.